# Chỉ Triệu Thái hậu

## Tiểu sử
Chỉ Triệu Thái hậu ( tiếng Triều Tiên :  지소태후 ) ( ? – 574) là một thái hậu và nhiếp chính của Hàn Quốc. Bà là vợ của hoàng tử Cát Văn vương (Galmunwang) Ipjong ( 입종 갈문왕 ) và là mẹ của vua Chân Hưng Vương .  Bà đóng vai trò Nhiếp chính trong thời kỳ thiểu số của con trai mình, từ khi ông lên bảy tuổi vào năm 540 cho đến năm 551, một vị trí có được nhờ cả dòng máu cao quý và trí tuệ chính trị của bà.  Trong thời gian nhiếp chính này, bà đã hoàn thành các dự án xây dựng, chẳng hạn như Đền Heungryunsa. Bà cũng ra lệnh sáng tạo các tác phẩm văn học và lịch sử, chẳng hạn như tác phẩm vĩ đại Lịch sử dân tộc. 

## Văn hóa đại chúng
- Do Kim Ji-soo thể hiện trong bộ phim truyền hình KBS2 2016–2017 Hwarang: The Poet Warrior Youth .
- Được thể hiện bởi Ryu Min-Jeong trong bộ phim truyền hình KBS 2017 Chronicles of Korea